# Євтушенко Михайло (старший)
Миха́йло Євтуше́нко (*1890 — †1919) — підполковник Армії УНР.

## Біографія
Був командиром 9-го стрілецького полку 3-ї Залізної дивізії. У бою з денікінською кінною дивізією під Тульчином, де загинув майже весь 9-й стрілецький полк, Євтушенка поранили. Не бажаючи потрапити в полон, позбавив себе життя.